# Pilea repanda
Pilea repanda är en nässelväxtart som beskrevs av Hugh Algernon Weddell. Pilea repanda ingår i släktet pileor, och familjen nässelväxter. Inga underarter finns listade i Catalogue of Life.